# Liste des sites Natura 2000 de la Savoie
Cet article recense les sites Natura 2000 de la Savoie, en France.

## Statistiques
La Savoie compte 25 sites classés Natura 2000. 18 bénéficient d'un classement comme site d'intérêt communautaire (SIC), 7 comme zone de protection spéciale (ZPS).

## Liste
| Site                                                                           | Type | ZNIEFF | Localisation                                                                 | Superficie (ha) | Fiche       | Coordonnées                      | Photo                                                                                               |  |
| ------------------------------------------------------------------------------ | ---- | --- | ---------------------------------------------------------------------------- | --------------- | ----------- | -------------------------------- | --------------------------------------------------------------------------------------------------- |  |
| Adrets de Tarentaise                                                           | SIC  | | Tarentaise                                                                   | +00467,         | FR8201777   | 45° 36′ 33″ nord, 6° 44′ 05″ est | |  |
| Ensemble lac du Bourget-Chautagne-Rhône                                        | SIC  | Lac du Bourget, Haut-Rhône de la Chautagne aux chutes de Virignin | Avant-pays savoyard                                                          | +08 204,        | FR8201771   | 45° 46′ 28″ nord, 5° 46′ 03″ est | Lône à Yenne, avec ses berges envahies par des renouées du Japon étouffant la végétation originelle |  |
| Formations forestières et herbacées des Alpes internes                         | SIC  | Villarodin-Bourget, Avrieux, Bramans, Aussois, Sollières-Sardières, Termignon, Lanslebourg, Lanslevillard, Bessans | Haute-Maurienne                                                              | +01 562,        | FR8201779   | 45° 17′ 38″ nord, 6° 52′ 12″ est | Le Monolithe de Sardières                                                                           |  |
| Montcenis et vallon de Savine                                                  | SIC  | Bramans, Sollières-Sardières, Lanslebourg | Haute-Maurienne                                                              | +05 715,        | FR3800208   | 45° 11′ 08″ nord, 6° 55′ 19″ est | |  |
| Plateau du Mont-Cenis                                                          | SIC  | Bramans, Bessans, Sollières-Sardières, Lanslebourg, Lanslevillard | Haute-Maurienne                                                              | +36 646,        | FR820031720 | 45° 13′ 23″ nord, 6° 56′ 01″ est | |  |
| Hauts de Chartreuse                                                            | SIC  | |                                                                              | +04 432,        | FR8201740   | 45° 23′ 32″ nord, 5° 53′ 17″ est | |  |
| Vanoise                                                                        | ZPS  | Parc national de la Vanoise | Maurienne-Tarentaise                                                         | +53 618,        | FR8210032   | 45° 22′ 00″ nord, 6° 50′ 00″ est | |  |
| Landes, prairies et habitats rocheux du massif du mont Thabor                  | SIC  | Mont Thabor | Valmeinier, Orelle                                                           | +04 807,        | FR8201778   | 45° 07′ 37″ nord, 6° 34′ 02″ est | |  |
| Massif de la Lauzière                                                          | SIC  | La Léchère, Bonneval, Les Avanchers-Valmorel, Épierre, Montsapey, Argentine, La Chapelle | Tarentaise-Maurienne                                                         | +09 543,        | FR8202003   | 45° 28′ 52″ nord, 6° 22′ 35″ est | Massif de la Lauzière depuis St-François-Longchamp                                                  |  |
| Massif de la Vanoise                                                           | SIC  | Les Allues, Aussois, Bessans, Bonneval-sur-Arc, Bozel, Champagny-en-Vanoise, Lanslebourg-Mont-Cenis, Lanslevillard, Modane, Orelle, Peisey-Nancroix, Planay, Pralognan-la-Vanoise, Saint-André, Saint-Bon-Tarentaise, Sainte-Foy-Tarentaise, Sollières-Sardières, Termignon, Tignes, Val-d'Isère, Villarodin-Bourget, Villaroger. | Maurienne-Tarentaise                                                         | +54 030,        | FR8201783   | 45° 23′ 30″ nord, 6° 53′ 00″ est | |  |
| Mont Colombier                                                                 | SIC  | La Compote, Aillon-le-Vieux, Aillon-le-Jeune, Le Châtelard | Bauges                                                                       | +02 182,        | FR8202004   | 45° 38′ 42″ nord, 6° 07′ 07″ est | Mont Colombier                                                                                      |  |
| Partie orientale du massif des Bauges                                          | SIC  | Montagne du Charbon | Réserve nationale des Bauges                                                 | +14 513,        | FR8202002   | 45° 40′ 10″ nord, 6° 13′ 29″ est | Montagne du Charbon                                                                                 |  |
| Perron des Encombres                                                           | SIC  | | Saint-Jean-de-Maurienne, Saint-Martin-de-la-Porte, Saint-Michel-de-Maurienne | +02 034,        | FR8201782   | 45° 16′ 56″ nord, 6° 25′ 59″ est | |  |
| Rebord méridional du massif des Bauges                                         | SIC  | |                                                                              | +01 170,        | FR8201775   | 45° 31′ 29″ nord, 6° 01′ 27″ est | |  |
| Réseau de vallons d'altitude à Caricion                                        | SIC  | |                                                                              | +09 516,        | FR8201780   | 45° 29′ 13″ nord, 7° 00′ 22″ est | |  |
| Réseau de zones humides de l'Albanais                                          | SIC  | |                                                                              | +00600,         | FR8201772   | 45° 46′ 00″ nord, 5° 57′ 14″ est | |  |
| Réseau de zones humides et alluviales des Hurtières                            | SIC  | |                                                                              | +00508,         | FR8201781   | 45° 29′ 35″ nord, 6° 17′ 44″ est | |  |
| Réseau de zones humides dans la combe de Savoie et la basse vallée de l'Isère  | SIC  | |                                                                              | +00869,         | FR8201773   | 45° 34′ 50″ nord, 6° 13′ 26″ est | |  |
| Réseau de zones humides, pelouses, landes et falaises de l'avant-pays savoyard | SIC  | Lac d'Aiguebelette, Col du Banchet, Pelouses sèches de Gresin | Avant-pays savoyard                                                          | +03 156,        | FR8201770   | 45° 36′ 48″ nord, 5° 45′ 48″ est | Lac d'Aiguebelette                                                                                  |  |
| Tourbière des Creusates                                                        | SIC  | | Le Noyer                                                                     | +00012,         | FR8201774   | 45° 41′ 13″ nord, 6° 01′ 46″ est | |  |
| Tourbière et lac des Saisies                                                   | SIC  | | Cohennoz, Hauteluce, Crest-Voland                                            | +00288,         | FR8201776   | 45° 46′ 15″ nord, 6° 31′ 08″ est | |  |
| Avant-pays Savoyard                                                            | ZPS  | |                                                                              | +03 125,        | FR8212003   | 45° 39′ 51″ nord, 5° 42′ 40″ est | |  |
| Ensemble lac du Bourget-Chautagne-Rhône                                        | ZPS  | Lac du Bourget, Haut-Rhône de la Chautagne aux chutes de Virignin | Avant-pays savoyard                                                          | +08 204,        | FR8212004   | 45° 46′ 28″ nord, 5° 46′ 03″ est | Lône à Yenne, avec ses berges envahies par des renouées du Japon étouffant la végétation originelle |  |
| Mont Colombier                                                                 | ZPS  | La Compote, Aillon-le-Vieux, Aillon-le-Jeune, Le Châtelard | +02 182,                                                                     | +02 182,        | FR8212015   | 45° 38′ 42″ nord, 6° 07′ 07″ est | Mont Colombier                                                                                      |  |
| Partie orientale du massif des Bauges                                          | ZPS  | Montagne du Charbon | Réserve nationale des Bauges                                                 | +14 513,        | FR8212005   | 45° 40′ 10″ nord, 6° 13′ 27″ est | Montagne du Charbon                                                                                 |  |
| Perron des Encombres                                                           | ZPS  | |                                                                              | +02 034,        | FR8212006   | 45° 16′ 55″ nord, 6° 25′ 53″ est | |  |
| Rebord méridional du massif des Bauges                                         | ZPS  | |                                                                              | +01 170,        | FR8212013   | 45° 31′ 29″ nord, 6° 01′ 25″ est | |  |